# Zygmunt Haupt
Pour les articles homonymes, voir Haupt.
Zygmunt Haupt, né le 5 mars 1907 à Ułaszkowce (en) (Podolie) et mort le 10 mai 1975 à Winchester (Virginie), est un écrivain et peintre polonais.

## Récompenses et distinctions
- Prix littéraire de la fondation Kościelski (1971)